# Dynamische microfoon

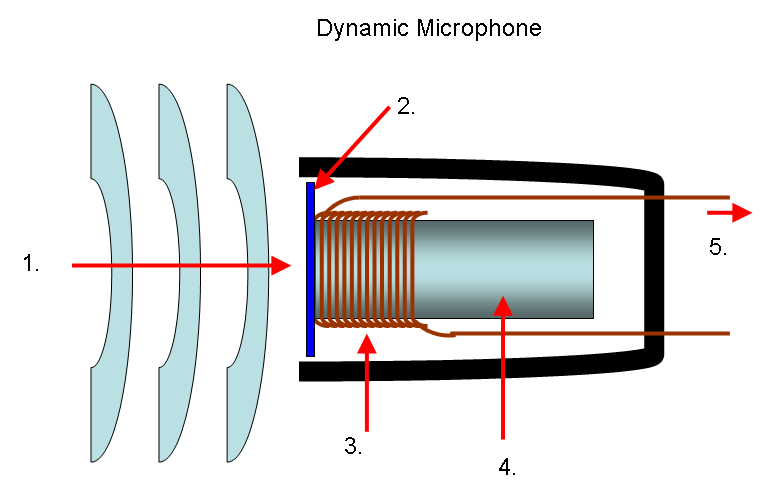
Schematische voorstelling van een dynamische microfoon

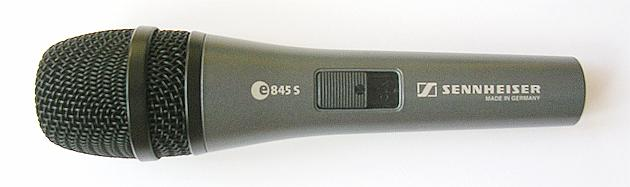
Dynamische microfoon

Oktava 319, condensatormicrofoon
Shure SM58, dynamische microfoon

Een dynamische microfoon is een microfoon waarvan de werking berust op het bewegen van een spoel in een magneetveld. De spoel is verbonden met een dun membraan dat geluidstrillingen opvangt waarmee door middel van inductie een elektrisch signaal opgewekt wordt.

## Eigenschappen
De voordelen van dynamische microfoons zijn dat ze een hoge geluidsdruk aankunnen, en doorgaans tegen een stootje kunnen. Nadelen zijn vooral dat hoogfrequente trillingen en nuances in het geluid minder goed worden geregistreerd. Zijn die laatste eigenschappen gewenst, dan wordt er meestal een condensatormicrofoon gebruikt. Zijn deze eigenschappen minder van belang, dan is een dynamische microfoon vooral een uitkomst op het podium, waar de gevoeligheid van condensatormicroons kan leiden tot het rondzingen van het geluid doordat de microfoon het signaal van de monitorsystemen registreert en vervolgens terugkoppelt, waardoor er een feedback-lus ontstaat. Dynamische microfoons zijn minder gevoelig, waardoor deze minder vatbaar zijn voor dit fenomeen. Tevens hebben dynamische microfoons een toepassing voor klankbronnen met een hoog volume, zoals drumstellen en gitaarversterkers, terwijl condensatormicrofoons beschadigd kunnen raken door dergelijke klankbronnen.

## Frequentiekarakteristiek
De derde afbeelding toont de frequentiekarakteristieken van een (relatief goedkope) condensatormicrofoon en een veel gebruikte dynamische microfoon. Merk op dat deze karakteristieken opgenomen zijn met de microfoons op enkele meters afstand van de geluidsbron (de normale wijze voor dit soort metingen), terwijl de Shure SM58 juist gemaakt is om van zeer dichtbij te worden gebruikt. Dit geeft, met name voor de lage frequenties, een enigszins vertekend beeld.